# Joshua Bassett
Joshua Taylor Bassett (n. 22 decembrie 2000, California), cunoscut ca Joshua Bassett, este un actor și cântăreț american. Este cunoscut pentru rolul principal ca Ricky Bowen din High School Musical: The Musical: The Series.
În mai 2021, s-a identificat (a făcut coming out) ca membru al comunității LGBTQIA+.
În ianuarie 2021, Bassett a fost spitalizat cu șoc septic și insuficiență cardiacă.

## Filmografie
- Lethal Weapon (2017)
- Jocurile Succesului (2018)
- Dirty John (2018)
- Mereu la mijloc (2018)
- Anatomia lui Grey (2019)
- High School Musical: The Musical: The Series (2019-2023)
- Limbo (2021)
- A Night With Joshua Bassett (2021)
- Better Nate Than Ever (2022)
- Night at the Museum: Kahmunrah Rises Again

## Discografie
- Joshua Bassett (2021)
- Crisis / Secret / Set Me Free (2021)
- Sad Songs in a Hotel Room (2022)
- Different (2022)